# Nicolas Flamel
Nicolas Flamel (Pontoise, 1330 – Parigi, 22 marzo 1418) è stato uno scrittore e alchimista francese.
La reputazione di Flamel come alchimista, il cui nome nella lingua degli uccelli significa letteralmente «fiamma di Dio», nacque dopo la sua morte, quando venne collegato alla leggenda della pietra filosofale da una serie di opere alchemiche, pubblicate nel XVII secolo e a lui attribuite, ma considerate apocrife.

## Biografia storica
Flamel visse a Parigi tra il XIV e il XV secolo. Condusse due negozi come scrivano e sposò una vedova di nome Perenelle, più vecchia di lui e dotata di buon patrimonio, che morì nel 1397. I due avevano diverse proprietà ed effettuavano cospicue donazioni alla Chiesa, comprese le commissioni di diverse sculture. Una delle abitazioni appartenute a Flamel è ancora esistente, al 51 di rue de Montmorency. È considerata la più antica casa in pietra di Parigi. Sempre a Parigi gli è stata dedicata una strada nei pressi del Museo del Louvre, rue Nicolas Flamel, che interseca rue Pernelle, dedicata alla moglie.

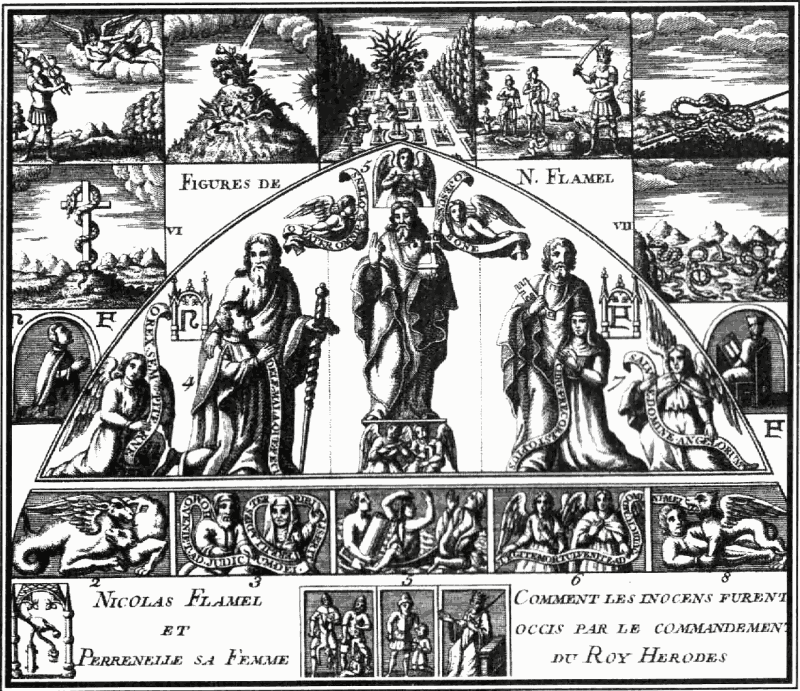
Simboli alchemici sulla tomba di Flamel nella Chiesa dei Santi Innocenti a Parigi.

Nel 1410 Flamel progettò la propria pietra tombale, scolpita con immagini del Cristo, di San Pietro e San Paolo, conservata al Museo Nazionale del Medioevo (nell'Hôtel de Cluny) a Parigi. Tale dettaglio fu oggetto di numerose interpretazioni successive. Flamel contribuì anche nel restauro del vecchio Cimitero degli Innocenti di Parigi, per la realizzazione di strutture arcate poste sopra le murate, al fine di contenere le ossa dei cadaveri in eccesso.
Il suo testamento, datato 22 novembre 1416, indica una certa agiatezza ma non la straordinaria ricchezza vantata nelle leggende alchemiche posteriori. Del resto al di là dei testi apocrifi non ci sono altre testimonianze che il Flamel storico abbia effettivamente esercitato l'alchimia, la medicina o la farmacia. Fu sepolto a Parigi nel 1418 verso la fine della navata della vecchia Chiesa di Saint-Jacques-de-la-Boucherie, dove è stata installata la sua lapide su un pilastro sotto un'immagine della Vergine. La chiesa fu distrutta alla fine del periodo rivoluzionario, intorno al 1797. La pietra tombale fu tuttavia conservata e acquistata da un antiquario, è attualmente al Museo de Cluny.. La leggenda narra che l'avesse trovata a casa di una fruttivendola che la utilizzava come ripiano per pulire gli spinaci.

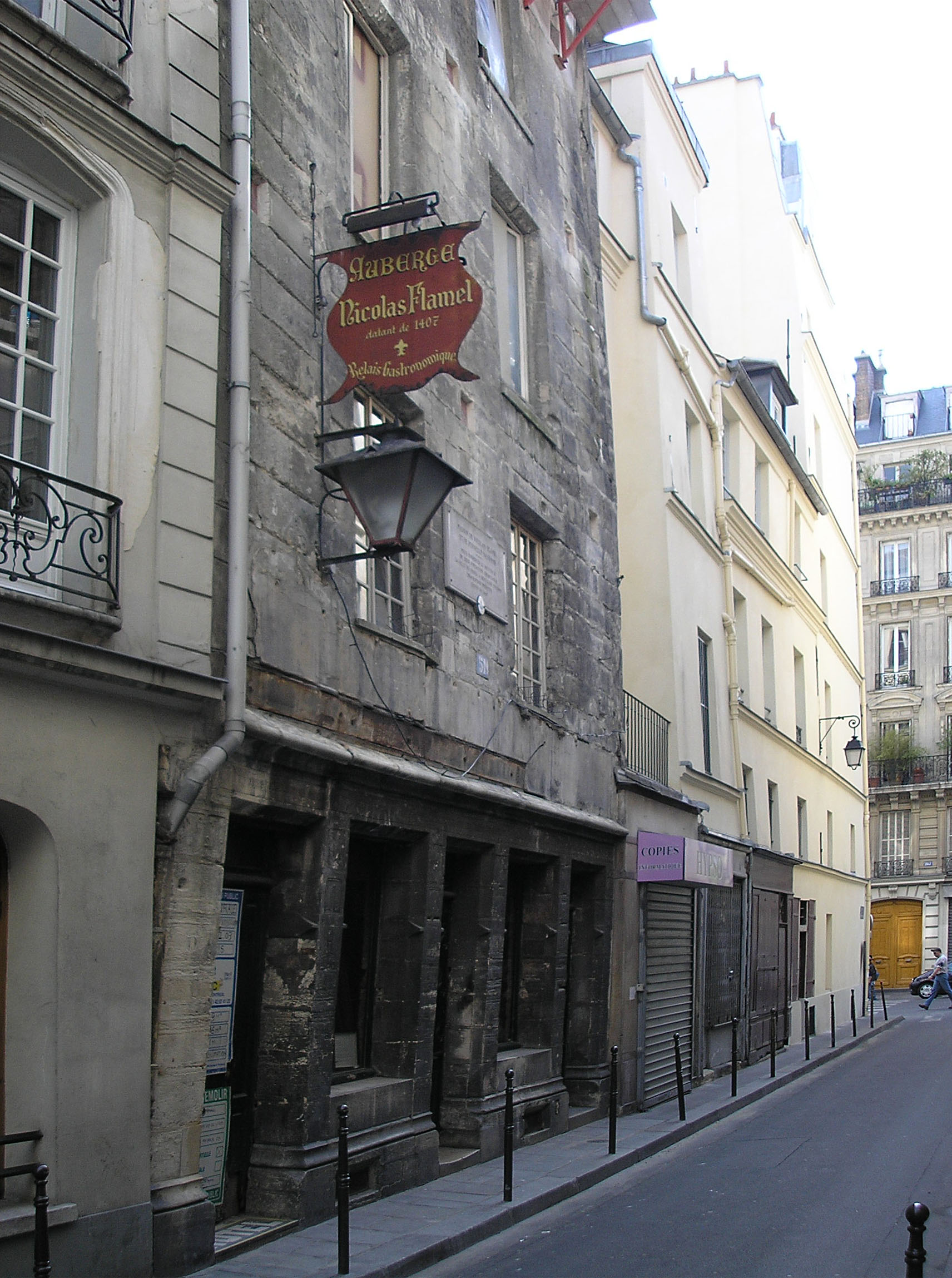
La casa di Flamel a Parigi
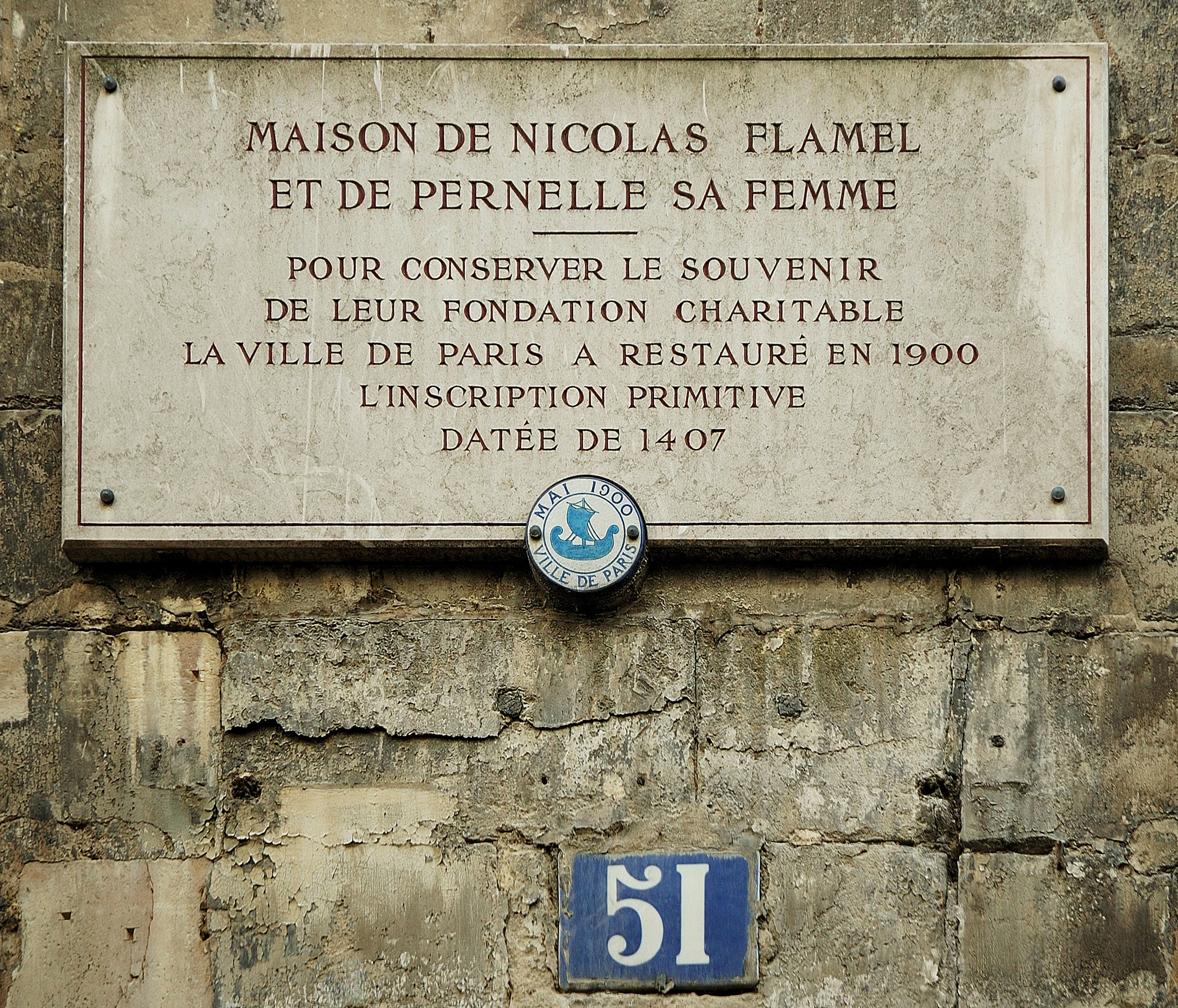
Iscrizione sulla casa

## Il mito del Flamel alchimista

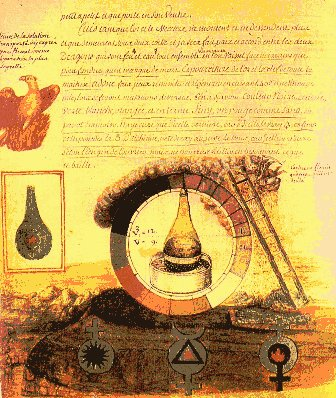
Figura tratta dall'Alchimie de Flamel del cavaliere Denys Molinier, pubblicato nel XVIII secolo.

La leggenda sul Flamel alchimista eccelso, che sarebbe riuscito ad ottenere la pietra filosofale, grazie alla quale si può trasformare il metallo in oro e il carbone in diamante, oltre a poter fabbricare l'elisir di lunga vita, che concede l'immortalità, è basata in primo luogo su pubblicazioni del XVII secolo. L'opera centrale è Le livre des figures hiéroglyphiques (Libro delle figure geroglifiche), pubblicato a Parigi nel 1612; e Exposition of the Hieroglyphical Figures, pubblicato a Londra nel 1624.
Si tratta di una collezione di disegni per un timpano del Cimetière des Innocents, presumibilmente recuperata dopo una lunga scomparsa. Nell'introduzione l'editore descrive gli sforzi di Flamel per venire a capo dei contenuti di un misterioso libretto di 21 pagine da lui acquistato dopo un sogno in cui gli avrebbe fatto visita un angelo, indicandoglielo. Flamel attorno al 1378 si sarebbe recato in Spagna per cercare aiuto, incontrando sulla via del ritorno un sapiente che avrebbe riconosciuto nel libro una copia del grimorio La magia sacra di Abramelin il mago. Flamel e la moglie negli anni successivi, anche tramite lo studio di testi cabalistici, sarebbero riusciti a decifrarne il contenuto, ottenendo la pietra filosofale, materia capace di tramutare i metalli comuni in oro e di fornire l'Elisir di lunga vita.
Il fondamento di tale storia venne contestato già nel 1761 dall'abate Etienne-François Villain. Questi sosteneva che l'ideatore della leggenda era lo stesso editore dell'opera, P. Arnauld de la Chevalerie, che si sarebbe nascosto con lo pseudonimo di Eiranaeus Orandus. Tuttavia la storia di Flamel l'alchimista era ormai stata adottata da diversi autori attivi nel campo dell'occulto e del fantastico, che l'avevano ulteriormente arricchita di dettagli.
Riferimenti alla leggenda appaiono ad esempio in scritti di Isaac Newton (che menziona i dragoni di Flamel, uno alato e l'altro no), noto per gli interessi alchemici. La figura di Flamel tornò alla ribalta nel diciannovesimo secolo. Viene ad esempio menzionato da Victor Hugo nel romanzo Notre-Dame de Paris e da Albert Pike in Morals and Dogma of the Scottish Rite of Freemasonry. Viene citato come figura ispiratrice da André Breton nel secondo manifesto surrealista. Ha poi trovato ampia adozione nella letteratura popolare e nei media negli ultimi decenni. Infine viene citato nel primo romanzo della serie di Harry Potter, Harry Potter e la pietra filosofale, ed appare di persona nel secondo film della serie di Animali Fantastici, I crimini di Grindelwald, entrambi ad opera di J. K. Rowling, interpretato dall'attore messicano Brontis Jodorowsky.

## Opere attribuite a Flamel

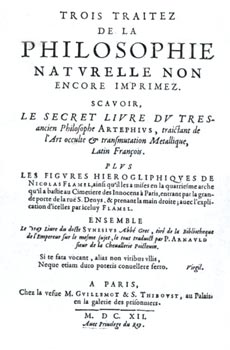
Copertina della prima edizione del Le Livre des figures hiéroglyphiques, pubblicata nel 1612.

- Le Livre des figures hiéroglyphiques (Il libro delle figure geroglifiche), pubblicato in Trois traictez de la philosophie naturelle, Paris, Veuve Guillemot, 1612
- Le sommaire philosophique, pubblicato nel De la transformation métallique, Parigi, Guillaume Guillard, 1561
- Le Livre des laveures, manoscritto conservato nella Biblioteca nazionale di Francia MS. Français n. 19978
- Le Bréviaire de Flamel, manoscritto conservato nella Biblioteca nazionale di Francia MS. Français n. 14765

## Riferimenti nella cultura di massa
- È il protagonista dei sei romanzi di Michael Scott della serie I segreti di Nicholas Flamel, l'immortale.
- La storia di Nicolas Flamel è presente nel primo romanzo della serie di Harry Potter di J. K. Rowling, Harry Potter e la pietra filosofale. Secondo il romanzo, nel 1992 Flamel e sua moglie sono ancora vivi, con più di sei secoli di età, grazie all'Elisir di Lunga Vita, ricavato dall'eponima Pietra Filosofale, che loro stessi hanno creato; dopo che la Pietra avrà rischiato di finire nelle mani di Lord Voldemort, principale antagonista della saga, Flamel deciderà di distruggerla, accettando quindi di morire. Nicolas Flamel appare inoltre di persona nel film Animali fantastici - I crimini di Grindelwald, secondo episodio della saga spin-off/prequel di Harry Potter.
- Nell'universo fumettistico DC Comics, è descritto come un immortale (JLA Annual 2), e un antenato di Zatara e Zatanna (Secret Origins 27).
- È citato nelle missioni secondarie del videogioco Assassin's Creed Unity.
- Nicolas Flamel è stato indicato come l'8ª Gran Maestro (dal 1398 al 1418) del leggendario Priorato di Sion, secondo la prima lista compilata da Pierre Plantard.
- Compare, ancora in vita quasi seicento anni dopo la presunta data della morte, nel libro La città del vento di Pierdomenico Baccalario del 2007, all'interno della saga di Century.
- Nicolas Flamel è anche citato in un libro incentrato proprio sulla pietra filosofale, l'Elisir di lunga vita e di coloro che hanno come centro della propria vita quest'ultimo. Il libro s'intitola Il silenzio dell'alchimista di Nerea Riesco.
- Flamel viene citato insieme a Fulcanelli e al conte di Saint Germain nel romanzo tratto dalla serie di videogiochi Uncharted, intitolato Il quarto labirinto.
- Flamel viene citato nel romanzo La città dei libri proibiti di Tom Harper assieme alla moglie Perenelle.
- Nicola Flamel viene citato nel romanzo Gomoria di Carlo H. De’ Medici del 1921.
- Flamel viene citato nel manga Fullmetal alchemist
- Nicolas Flamel viene citato nel romanzo Notre-Dame de Paris di Victor Hugo
- È citato nel film "Fantasma d'amore" del 1981 di Dino Risi con Marcello Mastroianni e Romy Schneider